# Коштелянчук Леонтій Пилипович
Леонтій Пилипович Коштелянчу́к (нар. 14 квітня 1914, Житомир — пом. 2 вересня 1984, Київ) — український радянський живописець; член Спілки художників України з 1946 року. Батько художників Сятослава Коштелянчука та Оксани Лисенко, дід художника Святослава Брахнова.

## Біографія
Народився 1 [14] квітня 1914 року в місті Житомирі (тепер Україна). 1946 року закінчив Київський художній інститут (викладачі Павло Волокидін, Костянтин Єлева, Олексій Шовкуненко, Федір Кричевський). У 1948–1951 роках очолював студію військових художників Будинку офіцерів Київського військового округу. У 1950–1954 роках викладав у Київському художньому інституті. У 1955–1958 роках працював консультантом у Будинку творчості. У 1960–1980 роках викладав на відділенні театрального мистецтва кафедрі живопису Київського художнього інституту, з 1965 року — доцент. Серед учнів: Людмила Безпальча, Олена Бражник, Ігор Несміянов, Наталія Рудюк, Іван Кочетков.
Жив у Києві, в будинку на вулиці Червоноармійській № 12, квартира 6. Помер у Києві 2 вересня 1984 року.

## Творчість
Працював у галузі станкового живопису. Створював портрети, пейзажі, тематичні композиції. Серед робіт:
- «Бійці читають „Кобзаря“» (1945);
- «Подруги» (1946);
- «Мати» (1947);
- «В. Молотов» (1948);
- «Дівчина» (1950);
- «Артистка Лариса Руденко» (1951);
- «Букет на День народження» (1953);
- «На зборах» (1954);
- «Син» (1956);
- «Т. Шевченко» (1959);
- «Дочка» (1960);
- «Золота осінь» (1960);
- «В. Ленін» (1962);
- «Зоре моя вечірняя» (1962);
- «Козак» (1963);
- «Молодиця» (1963);
- «Селянин» (1963);
- «Брати» (1964);
- «Спогади» (1968).
- «Сонячний день» (1969);
- «Руда дівчинка» (1976);
- «Дніпровські мілини» (1977);
- «Весна» (1979).

Брав участь у республіканських виставках з 1947 року, всесоюзних з 1950 року.
Деякі твори зберігаються у Національному музеї Тараса Шевченка, Київському літературно-меморіальному будинку-музеї Тараса Шевченка, Національному музеї-садибі Миколи Пирогова у Вінниці, Донецькому художньому музеї.